# チャンピオンズツアー
PGAツアー・チャンピオンズ（PGA Tour Champions）はPGAツアーが運営するシニアゴルフツアーの名称。50歳以上が対象である。以前はPGAシニアツアーやチャンピオンズツアーと呼ばれていた。

## 主な大会
- 三菱電機選手権（過去2年間のツアー優勝しか参加できないツアー開幕戦）
- 全米シニアプロゴルフ選手権
- カウリグカンパニーズ選手権
- 全英シニアオープン
- 全米シニアオープン
- ザ・トラディション
- チャールズ・シュワブ・カップ選手権（ツアー最終戦）

ほか

## 歴代賞金王と最多勝利者
その年度の賞金ランキング1位にはアーノルド・パーマー賞が授与される。
| 年度    | 賞金王                 | 獲得賞金 ($) | 最多勝利 |
| ------- | ---------------------- | ------------ | --- |
| 2020–21 | ベルンハルト・ランガー | 3,255,499    | 4: ミケルソン |
| 2019    | スコット・マキャロン   | 2,534,090    | 3: ジェリー・ケリー, スコット・マキャロン |
| 2018年  | ベルンハルト・ランガー | 2,222,154    | 3: ビジェイ・シン、ポール・ブロードハースト、スティーブ・ストリッカー                                                                                             |
| 2017年  | ベルンハルト・ランガー | 3,677,359    | 7: ベルンハルト・ランガー |
| 2016年  | ベルンハルト・ランガー | 3,016,959    | 4: ベルンハルト・ランガー |
| 2015年  | ベルンハルト・ランガー | 2,340,288    | 4: ジェフ・マガート |
| 2014年  | ベルンハルト・ランガー | 3,074,189    | 5: ベルンハルト・ランガー |
| 2013年  | ベルンハルト・ランガー | 2,448,428    | 3: ケニー・ペリー |
| 2012年  | ベルンハルト・ランガー | 2,140,296    | 2: マイケル・アレン, ロジャー・チャップマン, フレッド・カプルス, デビッド・フロスト, フレッド・ファンク, ベルンハルト・ランガー, トム・レーマン, ウィリー・ウッド |
| 2011年  | トム・レーマン         | 2,081,526    | 3: ジョン・クック, トム・レーマン |
| 2010年  | ベルンハルト・ランガー | 2,648,939    | 5: ベルンハルト・ランガー |
| 2009年  | ベルンハルト・ランガー | 2,139,451    | 4: ベルンハルト・ランガー |
| 2008年  | ベルンハルト・ランガー | 2,035,073    | 3: ベルンハルト・ランガー, エドアルド・ロメロ |
| 2007年  | ジェイ・ハース         | 2,581,001    | 4: ジェイ・ハース |
| 2006年  | ジェイ・ハース         | 2,420,227    | 4: ジェイ・ハース, ローレン・ロバーツ |
| 2005年  | ダナ・クイグリー       | 2,170,258    | 4: ヘール・アーウィン |
| 2004年  | クレイグ・スタドラー   | 2,306,066    | 5: クレイグ・スタドラー |
| 2003年  | トム・ワトソン         | 1,853,108    | 3: クレイグ・スタドラー |
| 2002年  | ヘール・アーウィン     | 3,028,304    | 4: ボブ・ギルダー, ヘール・アーウィン |
| 2001年  | アレン・ドイル         | 2,553,582    | 5: ラリー・ネルソン |
| 2000年  | ラリー・ネルソン       | 2,708,005    | 6: ラリー・ネルソン |
| 1999年  | ブルース・フライシャー | 2,515,705    | 7: ブルース・フライシャー |
| 1998年  | ヘール・アーウィン     | 2,861,945    | 7: ヘール・アーウィン |
| 1997年  | ヘール・アーウィン     | 2,343,364    | 9: ヘール・アーウィン |
| 1996年  | ジム・コルバート       | 1,627,890    | 5: ジム・コルバート |
| 1995年  | ジム・コルバート       | 1,444,386    | 4: ジム・コルバート, ボブ・マーフィー |
| 1994年  | デイブ・ストックトン   | 1,402,519    | 6: リー・トレビノ |
| 1993年  | デイブ・ストックトン   | 1,175,944    | 5: デイブ・ストックトン |
| 1992年  | リー・トレビノ         | 1,027,002    | 5: リー・トレビノ |
| 1991年  | マイク・ヒル           | 1,065,657    | 5: マイク・ヒル |
| 1990年  | リー・トレビノ         | 1,190,518    | 7: リー・トレビノ |
| 1989年  | ボブ・チャールズ       | 725,887      | 5: ボブ・チャールズ |
| 1988年  | ボブ・チャールズ       | 533,929      | 5: ボブ・チャールズ, ゲーリー・プレーヤー |
| 1987年  | チチ・ロドリゲス       | 509,145      | 7: チチ・ロドリゲス |
| 1986年  | ブルース・クランプトン | 454,299      | 7: ブルース・クランプトン |
| 1985年  | ピーター・トムソン     | 386,724      | 9: ピーター・トムソン |
| 1984年  | ドン・ジャニュアリー   | 328,597      | 4: ミラー・バーバー |
| 1983年  | ドン・ジャニュアリー   | 237,571      | 6: ドン・ジャニュアリー |
| 1982年  | ミラー・バーバー       | 106,890      | 3: ミラー・バーバー |
| 1981年  | ミラー・バーバー       | 83,136       | 3: ミラー・バーバー |
| 1980年  | ドン・ジャニュアリー   | 44,100       | 1: ロベルト・デ・ビセンゾ, ドン・ジャニュアリー, アーノルド・パーマー, チャーリー・シッフォード                                                                   |

## チャールズ・シュワブ・カップ
チャールズ・シュワブ・カップ（Charles Schwab Cup）は2001年から導入されたチャンピオンズツアーのポイントレースであり、チャールズ・シュワブがスポンサーである。PGAツアーのフェデックスカップに相当する。総合優勝者にはボーナス賞金100万ドルが授与される。

### 歴代チャンピオン
| 年度    | 総合優勝者               | 獲得ポイント |
| ------- | ------------------------ | ------------ |
| 2024    | スティーブ・アルカー (2) | 2,781,203    |
| 2023    | スティーブ・ストリッカー | 3,986,063    |
| 2022    | スティーブ・アルカー     | 4,173,435    |
| 2020–21 | ベルンハルト・ランガー   | 3,655,999    |
| 2019年  | スコット・マキャロン     | 2,534,090    |
| 2018年  | ベルンハルト・ランガー   | 2,525,404    |
| 2017年  | ケビン・サザーランド     | 3,280        |
| 2016年  | ベルンハルト・ランガー   | 3,200        |
| 2015年  | ベルンハルト・ランガー   | 3,520        |
| 2014年  | ベルンハルト・ランガー   | 4,152        |
| 2013年  | ケニー・ペリー           | 3,273        |
| 2012年  | トム・レーマン           | 3,082        |
| 2011年  | トム・レーマン           | 2,422        |
| 2010年  | ベルンハルト・ランガー   | 3,597        |
| 2009年  | ローレン・ロバーツ       | 2,670        |
| 2008年  | ジェイ・ハース           | 2,556        |
| 2007年  | ローレン・ロバーツ       | 2,716        |
| 2006年  | ジェイ・ハース           | 3,053        |
| 2005年  | トム・ワトソン           | 2,980        |
| 2004年  | ヘール・アーウィン       | 3,427        |
| 2003年  | トム・ワトソン           | 4,751        |
| 2002年  | ヘール・アーウィン       | 2,886        |
| 2001年  | アレン・ドイル           | 2,382        |

## 関連
- PGAツアー